# Tubulipora pulcherrimoidea
Tubulipora pulcherrimoidea is een mosdiertjessoort uit de familie van de Tubuliporidae. De wetenschappelijke naam van de soort is voor het eerst geldig gepubliceerd in 2001 door Liu.